# 1947
| 1947                                                         |
| ------------------------------------------------------------ |
| Dødsfald - Fødsler                                           |
| • Begivenheder • Film • Litteratur • Musik • Politik • Sport |

| Gregoriansk kalender | 1947 MCMXLVII           |
| Ab urbe condita      | 2700                    |
| Armensk kalender     | 1396 ԹՎ ՌՅՂԶ            |
| Kinesiske kalender   | 4643 – 4644 丙戌 – 丁亥 |
| Etiopisk kalender    | 1939 – 1940             |
| Jødisk kalender      | 5707 – 5708             |
| Hindukalendere       |                         |
| - Vikram Samvat      | 2002 – 2003             |
| - Shaka Samvat       | 1869 – 1870             |
| - Kali Yuga          | 5048 – 5049             |
| Iransk kalender      | 1325 – 1326             |
| Islamisk kalender    | 1366 – 1367             |

Konge i Danmark: Christian 10. 1912-1947 og Frederik 9. 1947-1972
Se også 1947 (tal)

## Begivenheder

### Udateret
- Familien Ritzau sælger nyhedsbureauet Ritzaus Bureau til den samlede danske presse som interessentskab

### Januar
- 2. januar – England nationaliserer sine kulminer.
- 4. januar – I Tyskland udkommer det allerførste nummer af nyhedsmagasinet Der Spiegel.
- 26. januar - En hollandsk Douglas DC-3 styrter ned i Kastrup. Ved ulykken omkommer alle ombordværende, bl.a. den svenske tronfølger Gustav Adolf, den amerikanske skuespiller Grace Moore og den danske sangerinde Gerda Neumann

### Februar
- 7. februar - de første af Dødehavsrullerne fra ca. 150 f.Kr.-68 e.Kr. opdages i huler på vestsiden af Jordan-floden
- 9. februar - ved valg til sovjetterne i Sovjetunionen opnår Stalin næsten 100% af stemmerne i sin valgkreds i Moskva. Der er ikke opstillet andre kandidater

### Marts
- 12. marts - USA's præsident Harry Truman præsenterer Trumandoktrinen, som går ud på at inddæmme de socialistiske lande og bekæmpe befrielsesbevægelserne; det sker under en tale i kongressen
- 27. marts -  efter 101 års pause går den islandske vulkan Hekla i udbrud. En askesøjle på 27 km rejser sig fra vulkanen, og først i april året efter stopper lavastrømmen

### April
- 16. april – Nazist og lejr-kommandant i Auschwitz, Rudolf Höß, bliver hængt i sin egen lejr

### Maj
- 22. maj - Truman-doktrinen indleder den kolde krig med løfte om USA's hjælp til alle lande, der føler sig truet af kommunismen

### Juni
- 5. juni -  i en tale på Harvard University fremlægger den amerikanske general og politiker George Catlett Marshall den såkaldte Marshall-plan. Det var en økonomisk genopbygningsplan for Europa, hvis hovedidé var, at de europæiske lande i fællesskab skulle planlægge genopbygningen efter krigen - mens USA skulle yde hjælp i form af varer. 16 lande tog siden imod tilbuddet, og fra 1948 til 1952 ydede USA cirka 15 milliarder dollars i hjælp - enten som lån eller gaver
- 10. juni - Saab producerer sin første bil
- 29. juni - Danmark sætter varmerekord i juni med 35,5 °C målt i Hillerød

### Juli
- 26. juli - Det amerikanske Central Intelligence Agency etableres

### August
- 7. august - Thor Heyerdahl og hans femmandsbesætning når med Kon-Tiki-tømmerflåden Fransk Polynesien efter at have rejst over 7.000 km på 101 dage på tværs af Stillehavet
- 14. august - Pakistan oprettes som selvstændig stat som led i Indiens deling og ophøret af Britisk Indien

### September
- 15. september - fredstraktaterne for Italien, Bulgarien, Rumænien, Ungarn og Finland træder i kraft og afslutter dermed officielt 2. verdenskrig for disse lande

- 17. september - Fristaten Trieste etableres
- 21. september - et amerikansk Douglas C-54 Skymaster krydser Atlanten uden besætning alene styret af radiosignaler
- 22. september - på et møde i Paris bliver rapporten om Marshall-planen godkendt af de 16 samarbejdende lande. Omkostningerne til genopbygningen er beregnet til 18,3 milliarder dollars

### Oktober
- 14. oktober - Chuck Yeager flyver i en Bell X-1 hurtigere end lydens hastighed, hvilket sker for første gang i historien
- 20. oktober - House Un-American Activities Committee begynder sine undersøgeler om kommunistisk infiltrering af filmindustrien i Hollywoods filmindustri, hvilket bl.a. fører til en blacklisting af flere personer
- 26. oktober - den britiske militære besættelse af Irak slutter
- 28. oktober - Socialdemokratiet danner en mindretalsregering med Hans Hedtoft som statsminister. Regeringsovertagelsen kan finde sted, efter de Radikale har væltet Knud Kristensens Venstreregering
- 30. oktober - The General Agreement on Tariffs and Trade (GATT), hvilket er fundamentet for World Trade Organisation (WTO) bliver grundlagt

### November
- 20. november - den engelske prinsesse Elizabeth bliver gift med Phillip Mountbatten.
- 29. november – FN beslutter at dele det britiske mandatområde i Palæstina i to ligeværdige og selvstændige stater, en beslutning, som endnu ikke er effektueret i 2019.

### December
- Transistoren blev opdaget/opfundet i december 1947 af John Bardeen, Walter Houser Brattain og William Bradford Shockley i Bell Laboratorierne, men opfindelsen/opdagelsen blev først offentliggjort i juni 1948
- 25. december - Republikken Kinas forfatning træder i kraft
- 30. december - Kong Michael af Rumænien abdicerer efter kommunistisk pres og giver plads til dannelse af en kommunistisk folkerepublik

## Født

### Januar
- 8. januar – David Bowie, engelsk sanger og skuespiller (død 2016).
- 10. januar – Tiit Vähi, estisk politiker.
- 17. januar – Karen Jespersen, dansk journalist og tidl. socialminister (S) i Nyrupregeringen 1994-1998).
- 18. januar – Takeshi Kitano, japansk skuespiller.
- 22. januar - Vladimir Oravsky, svensk forfatter og instruktør født i Tjekkoslovakiet.
- 24. januar - Michio Kaku, amerikansk teoretisk fysiker.
- 27. januar – Björn Afzelius, svensk sanger, komponist, tekstforfatter og guitarist (død 1999).

### Februar
- 2. februar – Farrah Fawcett, amerikansk skuespillerinde (død 2009).
- 3. februar – Paul Auster, amerikansk filminstruktør.
- 3. februar – Melanie Safka, amerikansk sangerinde.
- 4. februar – Arne Lundemann, dansk skuespiller.
- 4. februar - John Campbell Brown, britisk astronom.
- 4. februar - Dan Quayle, amerikansk vicepræsident.
- 5. februar – Lars Lohmann, dansk skuespiller.
- 7. februar – Flemming "Bamse" Jørgensen, dansk popsanger (død 2011).
- 8. februar – Hans Toft, dansk politiker og borgmester.
- 11. februar – Yukio Hatoyama, japansk politiker.
- 13. februar – Dick Kaysø, dansk skuespiller.
- 14. februar – Lasse Helner, dansk musiker.
- 14. februar – Dinna Bjørn, dansk balletdanser.
- 15. februar – Wenche Myhre, norsk sangerinde.
- 15. februar – Carl-Erik Høy, dansk civilingeniør og biokemiker (død 2003).
- 20. februar – Lise Hækkerup, dansk politiker.
- 22. februar – John Radford, engelsk fodboldspiller.
- 22. februar – Harvey Mason, amerikansk trommeslager og percussionist.
- 23. februar – Pia Kjærsgaard, dansk politiker.

### Marts
- 2. marts – Søren Kragh-Jacobsen, dansk filminstruktør og sangskriver.
- 3. marts – Oscar Tabárez, uruguaynsk fodboldspiller.
- 4. marts – Jan Garbarek, norsk jazzmusiker.
- 12. marts – Mitt Romney, amerikansk politiker.
- 19. marts – Glenn Close, amerikansk skuespillerinde.
- 21. marts – Ali Abdullah Saleh, tidligere præsident af Yemen (død 2017).
- 22. marts – James Patterson, amerikansk forfatter.
- 24. marts – Alan Michael Sugar, britisk forretningsmand.
- 25. marts – Elton John, engelsk sanger og sangskriver.

### April
- 1. april – Charlotte Ammundsen, dansk politiker og borgmester (død 2003).
- 6. april – John Ratzenberger, amerikansk skuespiller.
- 8. april – Robert Kiyosaki, amerikansk investor og forretningsmand.
- 12. april – David Letterman, amerikansk talkshow-vært.
- 15. april – Lois Chiles, amerikansk skuespillerinde.
- 16. april – Gerry Rafferty, skotsk sanger og sangskriver (død 2011).
- 18. april – James Woods, amerikansk skuespiller.
- 25. april – Jeffrey DeMunn, amerikansk skuespiller.
- 30. april – Birthe Neumann, dansk skuespillerinde.

### Maj
- 4. maj – Richard Jenkins, amerikansk skuespiller.
- 9. maj – Anthony Higgins, engelsk skuespiller.
- 13. maj – Bujar Bukoshi, kosovisk politiker (død 2025).
- 15. maj – Muhyiddin Yassin, malaysisk politiker.
- 19. maj – David Helfgott, australsk pianist.

### Juni
- 1. juni – Jonathan Pryce, walisisk skuespiller.
- 5. juni – Morten Sabroe, dansk forfatter og journalist (død 2023).
- 6. juni – Robert Englund, amerikansk skuespiller.
- 10. juni – Solbjørg Højfeldt, dansk skuespillerinde.
- 19. juni – Salman Rushdie, indisk forfatter.
- 20. juni – Candy Clark, amerikansk skuespillerinde og model.
- 22. juni - Leelo Tungal, estisk poet, børnebogsforfatter, redaktør og librettist.
- 24. juni - Peter Weller, amerikansk skuespiller.
- 29. juni - Richard Lewis, amerikansk skuespiller.
- 30. juni – Terese Damsholt, dansk skuespillerinde.

### Juli
- 4. juli – Claus Bue, dansk skuespiller.
- 5. juli – Carsten Thau, dansk idehistoriker og professor.
- 9. juli – O.J. Simpson, amerikansk fodboldspiller og skuespiller. (død 2024)
- 12. juli – Anne Marie Løn, dansk forfatter
- 17. juli – Camilla, dronning af Storbritannien.
- 17. juli – Bilal Philips, sunnimuslimsk islamisk prædikant, lærer, foredragsholder og forfatter.
- 19. juli – Brian May, engelsk musiker.
- 20. juli – Carlos Santana, mexicansk rock-guitarist.
- 20. juli – Gerd Binnig, tysk fysiker.
- 22. juli – Børge Robert Mortensen, trommeslager i The Maxwells (død 2010).
- 22. juli – Don Henley, amerikansk musiker.
- 22. juli – Albert Brooks, amerikansk skuespiller.
- 30. juli - Arnold Schwarzenegger, østrigsk født bodybuilder og skuespiller.
- 30. juli – William Atherton, amerikansk skuespiller.
- 31. juli – Richard Griffiths, engelsk skuespiller (død 2013).

### August
- 7. august − Jess Ingerslev, dansk skuespiller (død 2014).
- 9. august − Roy Hodgson, engelsk fodboldtræner.
- 14. august – Anni Svanholt, fhv. folketingsmedlem.
- 16. august – Carol Moseley Braun, amerikansk politiker og sagfører.
- 20. august – Ray Wise, amerikansk skuespiller.
- 24. august – Anne Archer, amerikansk skuespillerinde.
- 27. august – Barbara Bach, amerikansk skuespillerinde.
- 29. august – James Hunt, britisk racerkører (død 1993).

### September
- 3. september – Kjell Magne Bondevik, norsk politiker.
- 6. september – Bruce Rioch, skotsk fodboldspiller.
- 14. september – Sam Neill, newzealandsk skuespiller.
- 16. september – Elsebeth Reingaard, dansk skuespiller (død 2004).
- 18. september – Tessa Jowell, engelsk politiker (død 2018).
- 19. september – Lol Creme, engelsk musiker.
- 19. september – Jens Rugsted, dansk musiker og komponist.
- 21. september – Stephen King, amerikansk forfatter.
- 26. september – Lynn Anderson, amerikansk sangerinde (død 2015).
- 27. september – Meat Loaf, amerikansk rocksanger (død 2022).
- 27. september – Dick Advocaat, hollandsk fodboldspiller.
- 27. september – Denis Lawson, skotsk skuespiller.
- 28. september – Sheikh Hasina, premierminister af Bangladesh.
- 28. september – Line Krogh, dansk sceneinstruktør.
- 29. september – Martin Ferrero, amerikansk skuespiller.
- 30. september – Marc Bolan, engelsk rockmusiker (død 1977).

### Oktober
- 1. oktober – Aaron Ciechanover, israelsk biolog og læge.
- 1. oktober – Stephen Collins, amerikansk skuespiller.
- 1. oktober – Dave Arneson, amerikansk spildesigner (død 2009).
- 3. oktober - Fred DeLuca, amerikansk forretningsmand (død 2015).
- 5. oktober – Ken Gudman, dansk trommeslager (død 2003).
- 16. oktober – Ole Neumann, dansk skuespiller (død 2025).
- 24. oktober – Kevin Kline, amerikansk skuespiller.
- 25. oktober – Glenn Tipton, engelsk guitarist.
- 26. oktober – Hillary Clinton, amerikansk politiker og præsidentfrue.
- 28. oktober – Henri Michel, fransk fodboldspiller (død 2018).
- 29. oktober – Richard Dreyfuss, amerikansk skuespiller.
- 31. oktober – Herman Van Rompuy, belgisk politiker.

### November
- 13. november – Joe Mantegna, amerikansk skuespiller.
- 19. november – Anfinn Kallsberg, færøsk politiker (død 2024).
- 20. november – Joe Walsh, amerikansk musiker.
- 22. november – Terje Rød-Larsen, norsk politiker.

### December
- 6. december – Miroslav Vitouš, tjekkisk jazzkontrabassist
- 7. december – Katrine Jensenius, dansk skuespillerinde.
- 8. december – Brian Patterson, dansk skuespiller.
- 12. december – Vibeke Grønfeldt, dansk forfatter.
- 13. december – Jacob Ludvigsen, dansk journalist og reklamemand (død 2017).
- 14. december – Dilma Rousseff, brasiliansk præsident.
- 17. december – Ingvar Cronhammar, svensk billedhugger (død 2021).
- 20. december – Gigliola Cinquetti, italiensk skuespillerinde.
- 21. december – Paco de Lucía, spansk flamencoguitarist (død 2014).
- 26. december – Jean Echenoz, fransk forfatter.
- 27. december – Kjeld Kirk Kristiansen, dansk direktør for LEGO.
- 29. december – Kurt Ravn, dansk sanger og skuespiller.
- 30. december – Kaare R. Skou, journalist og politisk kommentator ved TV 2.

## Dødsfald

### Januar
- 4. januar – Hanna Adler, dansk rektor. (født 1859).
- 10. januar – August Blom, dansk filminstruktør og skuespiller (født 1869).
- 15. januar – Georg Carl Amdrup, dansk søofficer, viceadmiral og grønlandsforsker (født 1866).
- 17. januar - Jørgen Jensen-Klejs, dansk politiker og folketingsformand (født 1863).
- 25. januar – Al Capone, amerikansk gangster (født 1899).
- 25. januar - Jørgen Hald, dansk partiformand (født 1854).
- 26. januar – Gustav Adolf, svensk arveprins (født 1906). – omkommet ved flyulykke i Kastrup Lufthavn.
- 26. januar – Gerda Neumann, dansk sanger og skuespiller (født 1915). – omkommet ved ovennævnte flyveulykke.

### Februar
- 5. februar – Hans Fallada, tysk forfatter (født 1893).
- 16. februar – Valdemar Møller, dansk skuespiller (født 1885).

### Marts
- 11. marts – Victor Lustig, amerikansk svindler (født 1890).
- 13. marts – Gerda Christophersen, dansk skuespiller og teaterdirektør (født 1870).

### April
- 1. april – Georg II, konge af Grækenland (født 1890).
- 5. april – H.O.G. Ellinger, dansk fysiker og politiker (født 1857).
- 7. april – Henry Ford, amerikansk bilfabrikant (født 1863).
- 20. april – Christian 10., konge af Danmark (født 1870).
- 29. april – Ove Paulsen, dansk botaniker (født 1874).
- 30. april - Francesc Cambó, spansk-catalansk politiker og minister (født 1876).

### Maj
- 20. maj – Philipp Lenard, tysk fysiker og nobelprismodtager (født 1862).

### Juni
- 17. juni – Sophie Alberti, dansk kvindesagsforkæmper (født 1846).
- 18. juni – Ejnar Martin Kjær, dansk politiker og minister (født 1893).
- 20. juni - Benjamin "Bugsy" Siegel, amerikansk gangster og casinoejer (født 1906)

### Juli
- 15. juli – Lauritz Nielsen, dansk overbibliotekar (født 1881).
- 27. juli - Ivan Regen, slovensk biolog (født 1868).

### August
- 23. august – Gunnar Helweg-Larsen, dansk journalist og chefredaktør (født 1887).
- 30. august – Axel Høeg-Hansen, dansk arkitekt (født 1877).

### September
- 4. september – Charlotte Wiehe, dansk skuespiller (født 1865).
- 20. september - Fiorello LaGuardia, New York's borgmester (født 1882).
- 30. september – Eduard Schnedler-Sørensen, dansk filminstruktør (født 1886).

### Oktober
- 4. oktober – Max Planck, tysk fysiker og nobelprismodtager (født 1858).
- 7. oktober – Svend Borberg, dansk forfatter, redaktør og kritiker (født 1888).
- 28. oktober – Axel I. Sørensen, dansk politiker og minister (født 1882).

### November
- 18. november – Herbert Sander, dansk oberst (født 1879).
- 18. november - Angelo Massardo, italiensk ingeniør og advokat (født 1872).
- 30. november – Ernst Lubitsch, tysk-amerikansk filminstruktør (født 1892).

### December
- 5. december – Frits Clausen, dansk politiker og læge (født 1893).
- 7. december – Nicholas Murray Butler, amerikansk politiker og nobelprismodtager (født 1862).
- 9. december – Thøger Thøgersen, dansk politiker og partiformand (født 1885).
- 13. december – Nicholas K. Roerich, russisk maler (født 1874).
- 14. december – Stanley Baldwin, engelsk politiker og premierminister (født 1867).
- 17. december – Johannes Nicolaus Brønsted, dansk kemiker (født 1879).
- 24. december – Christen Daell, dansk grosserer og stifter (født 1883).
- 26. december – Peter Urban Gad, dansk filminstruktør (født 1879).
- 30. december – Gotfred Tvede, dansk arkitekt (født 1863).

## Nobelprisen
- Fysik – Sir Edward Appleton
- Kemi – Sir Robert Robinson
- Medicin – Carl Ferdinand Cori og Gerty Theresa, født Radnitz Cori, Bernardo Alberto Houssay
- Litteratur – André Paul Guillaume Gide
- Fred – The Friends Service Council (Storbritannien) and The American Friends Service Committee (USA), på vegne af Religious Society of Friends, også kendt som kvækerne

## Musik
- 4. december - på Broadway har Tennessee Williams' Omstigning til Paradis (A Streetcar Named Desire) med Marlon Brando og Jessica Tandy premiere.

## Sport
- Ryder Cup, golf – USA 11-Storbritannien 1
- 14. december - Santiago Bernabéu i Madrid, som er fodboldklubben Real Madrid hjemmebane, blev indviet

## Film
- Calle og Palle, dansk film.
- De pokkers unger, dansk film.
- Familien Swedenhielm, dansk film.
- Hatten er sat, dansk film.
- Lise kommer til byen, dansk film.
- Mani, dansk film.
- My name is Petersen, dansk film.
- Når katten er ude, dansk film.
- Røverne fra Rold, dansk film.
- Sikken en nat, dansk film.
- Soldaten og Jenny, dansk film.
- Ta', hvad du vil ha', dansk film.

## Bøger
- Julius Bomholt: Blomstrende grene
- Erskine Caldwell: Plantagen i bjergene.